# Coupe des nations de cyclisme sur piste 2022
Navigation
Coupe des nations 2021 Coupe des nations 2023

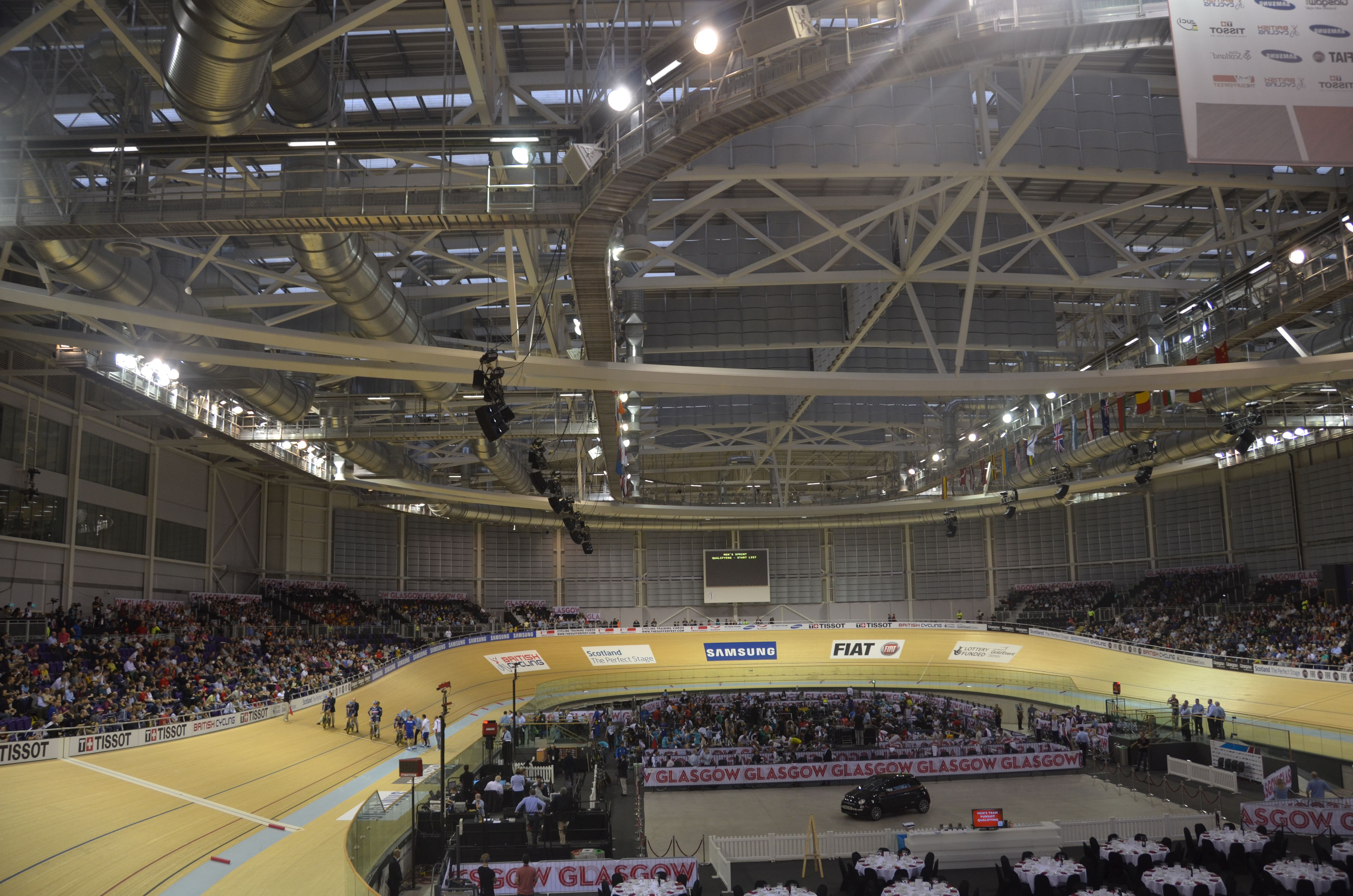
Le Sir Chris Hoy Velodrome à Glasgow.

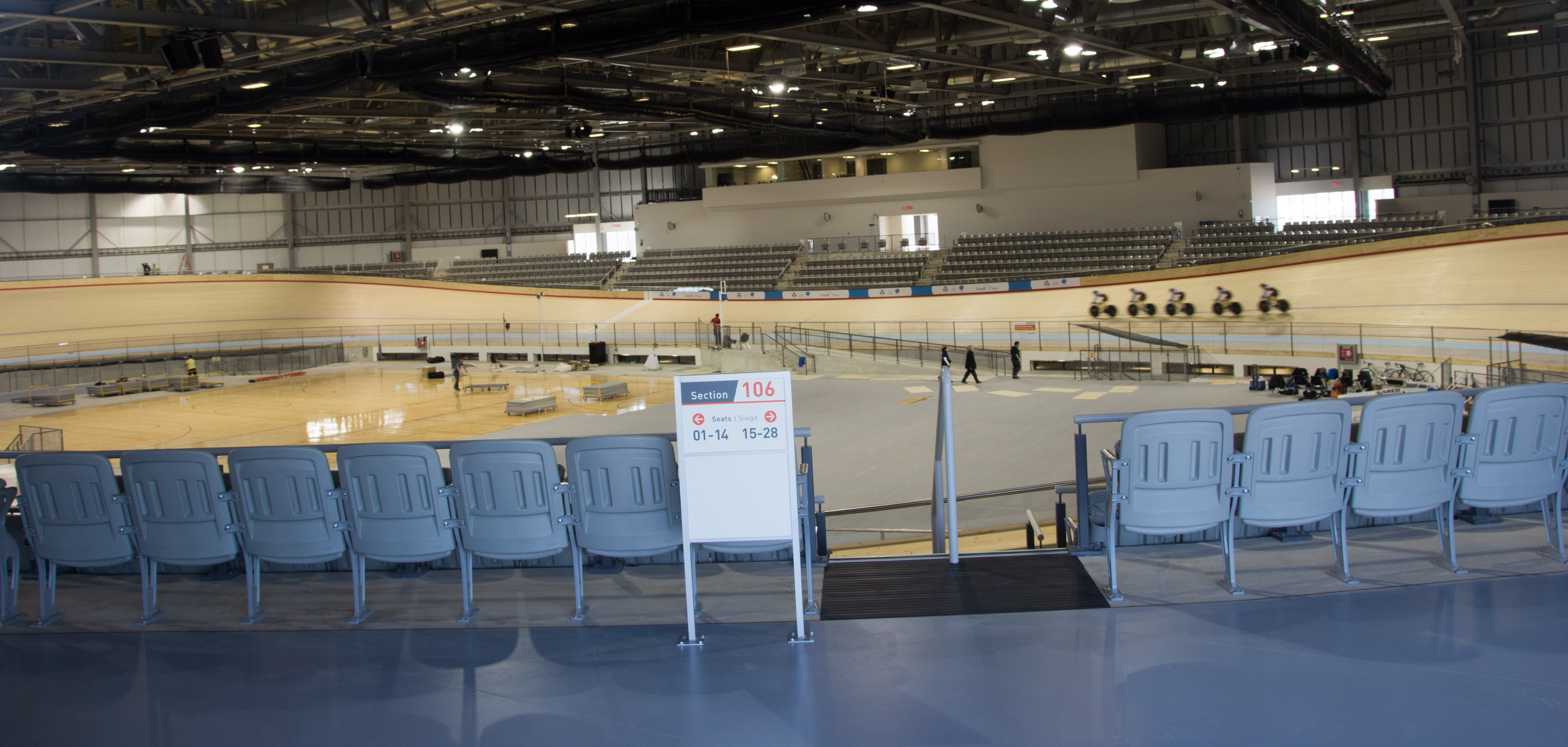
L'intérieur du vélodrome de Milton, au Canada.

La Coupe des nations de cyclisme sur piste 2022 est une compétition organisée par l'UCI qui regroupe plusieurs épreuves de cyclisme sur piste. La saison débute le 21 avril et se termine le 10 juillet 2022. Pour cette saison, trois manches sont au programme,.

## Calendrier
| Date         | Pays            | Vélodrome                      | Ville   |
| ------------ | --------------- | ------------------------------ | ------- |
| 21‐24 avril  | Grande-Bretagne | Sir Chris Hoy Velodrome        | Glasgow |
| 12-15 mai    | Canada          | Vélodrome de Milton            | Milton  |
| 7-10 juillet | Colombie        | Vélodrome Alcides Nieto Patiño | Cali    |

## Classement par équipes
| Rang | Pays/Équipe     | GLA     | MIL     | CAL     | Total   |
| ---- | --------------- | ------- | ------- | ------- | ------- |
| 1.   | Italie          | 11394,0 | 13680,0 | 10488,0 | 35562,0 |
| 2.   | Colombie        | 8161,0  | 5832,0  | 16908,0 | 30901,0 |
| 3.   | Allemagne       | 13045,0 | 15009,0 | 2240,0  | 30294,0 |
| 4.   | Chine           | –       | 12065,0 | 16832,0 | 28897,0 |
| 5.   | Pays-Bas        | 9528,0  | 9760,0  | 7440,0  | 26728,0 |
| 6.   | Australie       | 9385,0  | 14032,0 | –       | 23417,0 |
| 7.   | Canada          | 7088,0  | 13900,0 | 1937,0  | 22925,0 |
| 8.   | Grande-Bretagne | 11484,0 | 9960,0  | –       | 21444,0 |
| 9.   | France          | 14796,0 | –       | 4360,0  | 19156,0 |
| 10.  | États-Unis      | 3905,0  | 8401,0  | 6600,0  | 18906,0 |

## Hommes

### Kilomètre

#### Résultats
| Lieu    | Vainqueur           | Deuxième          | Troisième                 |
| ------- | ------------------- | ----------------- | ------------------------- |
| Glasgow | Cristian Ortega     | Melvin Landerneau | Alejandro Martínez Chorro |
| Milton  | Chenxi Xue          | Nick Kergozou     | Santiago Ramírez          |
| Cali    | Maximilian Dörnbach | Santiago Ramírez  | Melvin Landerneau         |

#### Classement
| Pos. | Cycliste                  | GLA | MIL | CAL | Pts  |
| 1.   | Santiago Ramírez          | 600 | 640 | 720 | 1960 |
| 2.   | Melvin Landerneau         | 720 | –   | 640 | 1360 |
| 3.   | Cristian Ortega           | 800 | –   | 520 | 1320 |
| 4.   | Alejandro Martínez Chorro | 640 | –   | 560 | 1200 |
| 5.   | Davide Boscaro            | 560 | 600 | –   | 1160 |
| 6.   | Francesco Lamon           | 520 | –   | 440 | 960  |
| 7.   | Juan Carlos Ruiz Teran    | –   | 560 | 360 | 920  |
| 8.   | Maximilian Dörnbach       | –   | –   | 800 | 800  |
| 9.   | Chenxi Xue                | –   | 800 | –   | 800  |
| 10.  | Tomáš Bábek               | 280 | 480 | –   | 760  |

### Keirin

#### Résultats
| Lieu    | Vainqueur        | Deuxième           | Troisième          |
| ------- | ---------------- | ------------------ | ------------------ |
| Glasgow | Harrie Lavreysen | Kevin Quintero     | Matthew Richardson |
| Milton  | Kevin Quintero   | Matthew Richardson | Stefan Bötticher   |
| Cali    | Nicholas Paul    | Jai Angsuthasawit  | Sam Dakin          |

#### Classement
| Pos. | Cycliste           | GLA | MIL | CAL | Pts  |
| 1.   | Kevin Quintero     | 720 | 800 | –   | 1520 |
| 2.   | Matthew Richardson | 640 | 720 | –   | 1360 |
| 3.   | Harrie Lavreysen   | 800 | –   | 480 | 1280 |
| 4.   | Stefan Bötticher   | –   | 640 | 600 | 1240 |
| 5.   | Santiago Ramírez   | 1   | 600 | 440 | 1041 |
| 6.   | Nicholas Paul      | 160 | –   | 800 | 960  |
| 7.   | Jack Carlin        | 280 | 520 | –   | 800  |
| 8.   | Jair Tjon En Fa    | 400 | –   | 328 | 800  |
| 9.   | Jai Angsuthasawit  | 1   | –   | 720 | 721  |
| 10.  | Joseph Truman      | 280 | 440 | –   | 720  |

### Vitesse individuelle

#### Résultats
| Lieu    | Vainqueur          | Deuxième           | Troisième        |
| ------- | ------------------ | ------------------ | ---------------- |
| Glasgow | Harrie Lavreysen   | Matthew Richardson | Sébastien Vigier |
| Milton  | Matthew Richardson | Jeffrey Hoogland   | Jack Carlin      |
| Cali    | Nicholas Paul      | Harrie Lavreysen   | Jeffrey Hoogland |

#### Classement
| Pos. | Cycliste           | GLA | MIL | CAL | Pts  |
| 1.   | Harrie Lavreysen   | 800 | –   | 720 | 1520 |
| 2.   | Matthew Richardson | 720 | 800 | –   | 1520 |
| 3.   | Nicholas Paul      | 600 | –   | 800 | 1400 |
| 4.   | Jeffrey Hoogland   | –   | 720 | 640 | 1360 |
| 5.   | Jack Carlin        | 560 | 640 | –   | 1200 |
| 6.   | Jair Tjon En Fa    | 480 | –   | 400 | 880  |
| 7.   | Nick Wammes        | 440 | 360 | –   | 800  |
| 8.   | Sándor Szalontay   | 360 | 400 | –   | 760  |
| 9.   | Sam Ligtlee        | 232 | 520 | –   | 752  |
| 10.  | Santiago Ramírez   | 208 | 96  | 440 | 744  |

### Vitesse par équipes

#### Résultats
| Lieu    | Vainqueur                                                                  | Deuxième                                                   | Troisième                                                                  |
| ------- | -------------------------------------------------------------------------- | ---------------------------------------------------------- | -------------------------------------------------------------------------- |
| Glasgow | Australie Thomas Cornish Leigh Hoffman Matthew Richardson                  | France Florian Grengbo Rayan Helal Sébastien Vigier        | Pays-Bas Harrie Lavreysen Roy van den Berg Tijmen van Loon Sam Ligtlee (q) |
| Milton  | Pays-Bas Jeffrey Hoogland Sam Ligtlee Roy van den Berg Tijmen van Loon (q) | Chine Liu Qi Yongjia Luo Zhou Yu                           | Allemagne Stefan Bötticher Marc Jurczyk Paul Schippert                     |
| Cali    | Chine Jiachen Lu Chenxi Xue Zhou Yu                                        | Colombie A Cristian Ortega Kevin Quintero Santiago Ramírez | Colombie B Carlos Echeverri Rubén Murillo Juan David Ochoa                 |

#### Classement
| Pos. | Équipe          | GLA | MIL  | CAL  | Pts  |
| 1.   | Chine           | –   | 1080 | 1200 | 2280 |
| 2.   | Colombie        | 540 | 600  | 1080 | 2220 |
| 3.   | Pays-Bas        | 960 | 1200 | –    | 2160 |
| 4.   | Grande-Bretagne | 840 | 900  | –    | 1740 |
| 5.   | Pologne         | 900 | 840  | –    | 1740 |
| 6.   | Allemagne       | 660 | 960  | –    | 1620 |
| 7.   | Canada          | 780 | 780  | –    | 1560 |
| 8.   | Mexique         | –   | 492  | 900  | 1392 |
| 9.   | Grèce           | 420 | –    | 960  | 1380 |
| 10.  | Tchéquie        | 600 | 660  | –    | 1260 |

### Poursuite individuelle

#### Résultats
| Lieu    | Vainqueur          | Deuxième            | Troisième        |
| ------- | ------------------ | ------------------- | ---------------- |
| Glasgow | Corentin Ermenault | Nicolas Heinrich    | Charlie Tanfield |
| Milton  | Nicolas Heinrich   | Tobias Buck-Gramcko | James Moriarty   |
| Cali    | Jonathan Milan     | Davide Plebani      | Cheng Tingzhuan  |

#### Classement
| Pos. | Cycliste            | GLA | MIL | CAL | Pts  |
| 1.   | Davide Plebani      | 400 | 480 | 720 | 1600 |
| 2.   | Nicolas Heinrich    | 720 | 800 | –   | 1520 |
| 3.   | Tobias Buck-Gramcko | 600 | 720 | –   | 1320 |
| 4.   | Cheng Tingzhuang    | –   | 328 | 640 | 968  |
| 5.   | Jonathan Milan      | –   | –   | 800 | 800  |
| 6.   | Corentin Ermenault  | 800 | –   |     | 800  |
| 7.   | Daniel Crista       | –   | 304 | 480 | 784  |
| 8.   | Zhang Haiao         | –   | 400 | 360 | 760  |
| 9.   | Spencer Seggebruch  | –   | 232 | 520 | 752  |
| 10.  | James Moriarty      | –   | 640 | –   | 640  |

### Poursuite par équipes

#### Résultats
| Lieu    | Vainqueur                                                                                  | Deuxième                                                                                   | Troisième                                                                                      |
| ------- | ------------------------------------------------------------------------------------------ | ------------------------------------------------------------------------------------------ | ---------------------------------------------------------------------------------------------- |
| Glasgow | France Benjamin Thomas Thomas Denis Corentin Ermenault Eddy le Huitouze                    | Grande-Bretagne Ethan Vernon Oliver Wood Rhys Britton Charlie Tanfield                     | Danemark Tobias Hansen Rasmus Pedersen Carl-Frederik Bevort Robin Skivild                      |
| Milton  | Australie Graeme Frislie James Moriarty Josh Duffy Conor Leahy                             | Italie Davide Plebani Carloalberto Giordani Stefano Moro Mattia Pinazzi Davide Boscaro (q) | Allemagne Tobias Buck-Gramcko Nicolas Heinrich Leon Rohde Domenic Weinstein Theo Reinhardt (q) |
| Cali    | Italie Francesco Lamon Michele Scartezzini Liam Bertazzo Jonathan Milan Davide Plebani (q) | Chine Yang Yang Jiang Zhihui Qiu Zhentao Sun Haijiao Zhang Haiao (q)                       | Colombie Juan Esteban Arango Jordan Parra Bryan Gómez Brayan Sánchez                           |

#### Classement
| Pos. | Équipe          | GLA  | MIL  | CAL  | Pts  |
| 1.   | Italie          | 1200 | 1440 | 1600 | 4240 |
| 2.   | Chine           | –    | 1040 | 1440 | 2480 |
| 3.   | Allemagne       | 1120 | 1280 | –    | 2400 |
| 4.   | Ouzbékistan     | 656  | 960  | –    | 1616 |
| 5.   | Australie       | –    | 1600 | –    | 1600 |
| 6.   | France          | 1600 | –    | –    | 1600 |
| 7.   | Grande-Bretagne | 1440 | –    | –    | 1440 |
| 8.   | Colombie        | –    | –    | 1280 | 1280 |
| 9.   | Danemark        | 1280 | –    | –    | 1280 |
| 10.  | États-Unis      | –    | –    | 1200 | 1200 |

### Américaine

#### Résultats
| Lieu    | Vainqueur                                  | Deuxième                                  | Troisième                                    |
| ------- | ------------------------------------------ | ----------------------------------------- | -------------------------------------------- |
| Glasgow | France Benjamin Thomas Thomas Boudat       | Japon Shunsuke Imamura Kazushige Kuboki   | Italie Michele Scartezzini Simone Consonni   |
| Milton  | Pays-Bas Yoeri Havik Jan-Willem van Schip  | Grande-Bretagne Ethan Hayter Rhys Britton | Allemagne Theo Reinhardt Tim Torn Teutenberg |
| Cali    | Italie Michele Scartezzini Francesco Lamon | Mexique Ricardo Peña Jorge Peyrot         | Colombie Juan Esteban Arango Jordan Parra    |

#### Classement
| Pos. | Équipe          | GLA  | MIL  | CAL  | Pts  |
| 1.   | Italie          | 1280 | 880  | 1600 | 3760 |
| 2.   | Mexique         | –    | 1200 | 1440 | 2640 |
| 3.   | Japon           | 1440 | 1040 | –    | 2480 |
| 4.   | Colombie        | 352  | 800  | 1280 | 2432 |
| 5.   | Belgique        | 1120 | 1120 | –    | 2240 |
| 6.   | Pays-Bas        | 560  | 1600 | –    | 2160 |
| 7.   | Grande-Bretagne | 720  | 1440 | –    | 2160 |
| 8.   | Allemagne       | 800  | 1280 | –    | 2080 |
| 9.   | Portugal        | 1200 | 560  | –    | 1760 |
| 10.  | Chine           | –    | 464  | 1200 | 1664 |

### Course scratch

#### Résultats
| Lieu   | Vainqueur    | Deuxième       | Troisième      |
| ------ | ------------ | -------------- | -------------- |
| Milton | Rhys Britton | Erik Martorell | Mattia Pinazzi |

#### Classement
| Pos. | Cycliste            | MIL | Pts |
| 1.   | Rhys Britton        | 800 | 800 |
| 2.   | Erik Martorell      | 720 | 720 |
| 3.   | Mattia Pinazzi      | 640 | 640 |
| 4.   | Tuur Dens           | 600 | 600 |
| 5.   | Jorge Peyrot        | 560 | 560 |
| 6.   | Daniel Babor        | 520 | 520 |
| 7.   | Roy Eefting         | 480 | 480 |
| 8.   | Daniel Staniszewski | 440 | 440 |
| 9.   | Josh Duffy          | 400 | 400 |
| 10.  | Jackson Kinniburgh  | 360 | 360 |

### Omnium

#### Résultats
| Lieu    | Vainqueur     | Deuxième         | Troisième             |
| ------- | ------------- | ---------------- | --------------------- |
| Glasgow | Oliver Wood   | Sebastián Mora   | Fabio Van den Bossche |
| Milton  | Ethan Hayter  | Gavin Hoover     | Jan-Willem van Schip  |
| Cali    | Matteo Donega | Bernard Van Aert | Juan Esteban Arango   |

#### Classement
| Pos. | Cycliste             | GLA | MIL | CAL | Pts  |
| 1.   | Gavin Hoover         | 600 | 720 | –   | 1320 |
| 2.   | Juan Esteban Arango  | 160 | 400 | 640 | 1200 |
| 3.   | Tim Torn Teutenberg  | 480 | 560 | –   | 1040 |
| 4.   | Jan-Willem van Schip | 256 | 640 | –   | 896  |
| 5.   | Matteo Donegà        | –   | –   | 800 | 800  |
| 6.   | Ethan Hayter         | –   | 800 | –   | 800  |
| 7.   | Oliver Wood          | 800 | –   | –   | 800  |
| 8.   | Ricardo Peña         | –   | 176 | 600 | 776  |
| 9.   | Bernard Van Aert     | –   | –   | 720 | 720  |
| 10.  | Sebastián Mora       | 720 | –   | –   | 720  |

### Course à l'élimination

#### Résultats
| Lieu    | Vainqueur     | Deuxième            | Troisième           |
| ------- | ------------- | ------------------- | ------------------- |
| Glasgow | Elia Viviani  | Yoeri Havik         | Tim Torn Teutenberg |
| Milton  | Jules Hesters | Yoeri Havik         | Gavin Hoover        |
| Cali    | Akil Campbell | Michele Scartezzini | Jordan Parra        |

#### Classement
| Pos. | Cycliste            | GLA | MIL | CAL | Pts  |
| 1.   | Yoeri Havik         | 720 | 720 | –   | 1440 |
| 2.   | Mathias Guillemette | 192 | 600 | 480 | 1272 |
| 3.   | Tim Torn Teutenberg | 640 | 560 | –   | 1200 |
| 4.   | Eiya Hashimoto      | 560 | 480 | –   | 1040 |
| 5.   | Akil Campbell       | –   | –   | 800 | 800  |
| 6.   | Jules Hesters       | –   | 800 | –   | 800  |
| 7.   | Elia Viviani        | 800 | –   | –   | 800  |
| 8.   | Edwin Sutherland    | –   | 192 | 600 | 792  |
| 9.   | Michele Scartezzini | –   | –   | 720 | 720  |
| 10.  | Erik Martorell      | –   | 128 | 520 | 648  |

## Femmes

### 500 mètres

#### Résultats
| Lieu    | Vainqueur       | Deuxième         | Troisième      |
| ------- | --------------- | ---------------- | -------------- |
| Glasgow | Martha Bayona   | Miriam Vece      | Kyra Lamberink |
| Milton  | Kristina Clonan | Pauline Grabosch | Miriam Vece    |
| Cali    | Martha Bayona   | Guo Yufang       | Yuan Liying    |

#### Classement
| Pos. | Cycliste                 | GLA | MIL | CAL | Pts  |
| 1.   | Martha Bayona            | 800 | 560 | 800 | 2160 |
| 2.   | Miriam Vece              | 720 | 640 | –   | 1360 |
| 3.   | Pauline Grabosch         | 520 | 720 | –   | 1240 |
| 4.   | Kyra Lamberink           | 640 | 600 | –   | 1240 |
| 5.   | Zhang Linyin             | –   | 520 | 520 | 1040 |
| 6.   | Emma Finucane            | 440 | 440 | –   | 880  |
| 7.   | Taky Marie-Divine Kouamé | 280 | –   | 560 | 840  |
| 8.   | Lauren Bate              | 480 | 360 | –   | 840  |
| 9.   | Kristina Clonan          | –   | 800 | –   | 800  |
| 10.  | Guo Yufang               | –   | –   | 720 | 720  |

### Keirin

#### Résultats
| Lieu    | Vainqueur       | Deuxième        | Troisième                                           |
| ------- | --------------- | --------------- | --------------------------------------------------- |
| Glasgow | Mathilde Gros   | Martha Bayona   | Lauriane Genest                                     |
| Milton  | Kelsey Mitchell | Mina Sato       | Lauriane Genest Yuka Kobayashi Steffie van der Peet |
| Cali    | Martha Bayona   | Ellesse Andrews | Shanne Braspennincx                                 |

#### Classement
| Pos. | Cycliste             | GLA | MIL | CAL | Pts  |
| 1.   | Martha Bayona        | 720 | 440 | 800 | 1960 |
| 2.   | Steffie van der Peet | 600 | 640 | 480 | 1720 |
| 3.   | Laurine van Riessen  | 400 | 400 | 560 | 1360 |
| 4.   | Mathilde Gros        | 800 | –   | 520 | 1320 |
| 5.   | Kelsey Mitchell      | 520 | 800 | –   | 1320 |
| 6.   | Lauriane Genest      | 640 | 640 | –   | 1280 |
| 7.   | Kristina Clonan      | 440 | 360 | –   | 800  |
| 8.   | Ellesse Andrews      | –   | –   | 720 | 720  |
| 9.   | Mina Sato            | –   | 720 | –   | 720  |
| 10.  | Shanne Braspennincx  | –   | –   | 640 | 640  |

### Vitesse individuelle

#### Résultats
| Lieu    | Vainqueur       | Deuxième            | Troisième       |
| ------- | --------------- | ------------------- | --------------- |
| Glasgow | Kelsey Mitchell | Laurine van Riessen | Martha Bayona   |
| Milton  | Emma Hinze      | Kelsey Mitchell     | Martha Bayona   |
| Cali    | Mathilde Gros   | Martha Bayona       | Ellesse Andrews |

#### Classement
| Pos. | Cycliste                 | GLA | MIL | CAL | Pts  |
| 1.   | Martha Bayona            | 640 | 640 | 720 | 2000 |
| 2.   | Laurine van Riessen      | 720 | 520 | 600 | 1840 |
| 3.   | Kelsey Mitchell          | 800 | 720 | –   | 1520 |
| 4.   | Mathilde Gros            | 560 | –   | 800 | 1360 |
| 5.   | Lauriane Genest          | 520 | 600 | –   | 1120 |
| 6.   | Hetty van de Wouw        | 176 | 360 | 520 | 1056 |
| 7.   | Guo Yufang               | –   | 480 | 480 | 960  |
| 8.   | Emma Hinze               | –   | 800 | –   | 800  |
| 9.   | Ellesse Andrews          | –   | –   | 640 | 640  |
| 10.  | Taky Marie-Divine Kouamé | 232 | –   | 400 | 560  |

### Vitesse par équipes

#### Résultats
| Lieu    | Vainqueur                                                                              | Deuxième                                                                               | Troisième                                                           |
| ------- | -------------------------------------------------------------------------------------- | -------------------------------------------------------------------------------------- | ------------------------------------------------------------------- |
| Glasgow | Pays-Bas Kyra Lamberink Steffie van der Peet Hetty van de Wouw Laurine van Riessen (q) | Canada Lauriane Genest Kelsey Mitchell Sarah Orban                                     | Pays de Galles Rhian Edmunds Emma Finucane Lowri Thomas             |
| Milton  | Allemagne Lea Sophie Friedrich Pauline Grabosch Emma Hinze                             | Pays-Bas Kyra Lamberink Hetty van de Wouw Laurine van Riessen Steffie van der Peet (q) | Canada Lauriane Genest Kelsey Mitchell Sarah Orban Jackie Boyle (q) |
| Cali    | Chine Guo Yufang Yuan Liying Zhang Linyin                                              | Pays-Bas Shanne Braspennincx Hetty van de Wouw Laurine van Riessen                     | France Mathilde Gros Taky Marie-Divine Kouamé Julie Michaux         |

#### Classement
| Pos. | Équipe          | GLA  | MIL  | CAL  | Pts  |
| 1.   | Pays-Bas        | 1200 | 1080 | 1080 | 3360 |
| 2.   | Canada          | 1080 | 960  | –    | 2040 |
| 3.   | Chine           | –    | 600  | 1200 | 1800 |
| 4.   | Grande-Bretagne | 900  | 900  | –    | 1800 |
| 5.   | Colombie        | 780  | –    | 900  | 1680 |
| 6.   | Mexique         | –    | 840  | 840  | 1680 |
| 7.   | France          | 660  | –    | 960  | 1620 |
| 8.   | Pologne         | 840  | 720  | –    | 1560 |
| 9.   | Allemagne       | –    | 1200 | –    | 1200 |
| 10.  | Pays de Galles  | 960  | –    | –    | 960  |

### Poursuite individuelle

#### Résultats
| Lieu    | Vainqueur           | Deuxième          | Troisième      |
| ------- | ------------------- | ----------------- | -------------- |
| Glasgow | Mieke Kröger        | Franziska Brauße  | Josie Knight   |
| Milton  | Maeve Plouffe       | Vittoria Bussi    | Silvia Zanardi |
| Cali    | Letizia Paternoster | Samantha Donnelly | Susu Wang      |

#### Classement
| Pos. | Cycliste            | GLA | MIL | CAL | Pts  |
| 1.   | Susu Wang           | –   | 440 | 640 | 1080 |
| 2.   | Siqi Guan           | –   | 328 | 600 | 928  |
| 3.   | Letizia Paternoster | –   | –   | 800 | 800  |
| 4.   | Maeve Plouffe       | –   | 800 | –   | 800  |
| 5.   | Mieke Kröger        | 800 | –   | –   | 800  |
| 6.   | Samantha Donnelly   | –   | –   | 720 | 720  |
| 7.   | Vittoria Bussi      | –   | 720 | –   | 720  |
| 8.   | Franziska Brauße    | 720 | –   | –   | 720  |
| 9.   | Fabienne Buri       | 280 | 400 | –   | 680  |
| 10.  | Silvia Zanardi      | –   | 640 | –   | 640  |

### Poursuite par équipes

#### Résultats
| Lieu    | Vainqueur                                                                                 | Deuxième                                                                                            | Troisième                                                                                  |
| ------- | ----------------------------------------------------------------------------------------- | --------------------------------------------------------------------------------------------------- | ------------------------------------------------------------------------------------------ |
| Glasgow | Allemagne Franziska Brauße Lisa Klein Mieke Kröger Laura Süßemilch                        | Grande-Bretagne Katie Archibald Neah Evans Laura Kenny Josie Knight Megan Barker (q)                | Italie Elisa Balsamo Rachele Barbieri Martina Alzini Vittoria Guazzini Chiara Consonni (q) |
| Milton  | Italie Elisa Balsamo Silvia Zanardi Martina Fidanza Chiara Consonni Barbara Guarischi (q) | Australie Sophie Edwards Alyssa Polites Chloe Moran Maeve Plouffe Amber Pate (q)                    | États-Unis Jennifer Valente Lily Williams Megan Jastrab Shayna Powless                     |
| Cali    | Chine Zhilin Huang Susu Wang Xiaoyue Wang Hongjie Zhang Jiali Liu (q)                     | Nouvelle-Zélande Michaela Drummond Ella Wyllie Samantha Donnelly Emily Shearman Prudence Fowler (q) | Colombie Mariana Herrera Serika Gulumá Jennifer Sánchez Camila Valbuena                    |

#### Classement
| Pos. | Équipe           | GLA  | MIL  | CAL  | Pts  |
| 1.   | Italie           | 1280 | 1600 | –    | 2880 |
| 2.   | Chine            | –    | 1120 | 1600 | 2720 |
| 3.   | États-Unis       | 880  | 1280 | –    | 2160 |
| 4.   | Suisse           | 720  | 1040 | –    | 1600 |
| 5.   | Allemagne        | 1600 | –    | –    | 1600 |
| 6.   | Ouzbékistan      | 656  | 880  | –    | 1536 |
| 7.   | Nouvelle-Zélande | –    | –    | 1440 | 1440 |
| 8.   | Australie        | –    | 1440 | –    | 1440 |
| 9.   | Grande-Bretagne  | 1440 | –    | –    | 1440 |
| 10.  | Colombie         | –    | –    | 1280 | 1280 |

### Américaine

#### Résultats
| Lieu    | Vainqueur                                  | Deuxième                                   | Troisième                                      |
| ------- | ------------------------------------------ | ------------------------------------------ | ---------------------------------------------- |
| Glasgow | France Marion Borras Valentine Fortin      | Italie Vittoria Guazzini Elisa Balsamo     | Danemark Julie Leth Amalie Dideriksen          |
| Milton  | Italie Elisa Balsamo Chiara Consonni       | Australie Alexandra Manly Chloe Moran      | Irlande Mia Griffin Alice Sharpe               |
| Cali    | États-Unis Colleen Gulick Jennifer Valente | Italie Francesca Selva Letizia Paternoster | Nouvelle-Zélande Michaela Drummond Ella Wyllie |

#### Classement
| Pos. | Équipe     | GLA  | MIL  | CAL  | Pts  |
| 1.   | Italie     | 1440 | 1600 | 1440 | 4480 |
| 2.   | États-Unis | 720  | 1040 | 1600 | 3360 |
| 3.   | Australie  | 1040 | 1440 | –    | 2480 |
| 4.   | Irlande    | 960  | 1280 | –    | 2240 |
| 5.   | Allemagne  | 880  | 1120 | –    | 2000 |
| 6.   | Belgique   | 1120 | 720  | –    | 1840 |
| 7.   | Colombie   | 608  | –    | 1200 | 1808 |
| 8.   | Mexique    | –    | 608  | 1120 | 1728 |
| 9.   | Suisse     | 656  | 960  | –    | 1616 |
| 10.  | France     | 1600 | –    | –    | 1600 |

### Course scratch

#### Résultats
| Lieu   | Vainqueur       | Deuxième       | Troisième     |
| ------ | --------------- | -------------- | ------------- |
| Milton | Martina Fidanza | Lonneke Uneken | Lily Williams |

#### Classement
| Pos. | Cycliste           | MIL | Pts |
| 1.   | Martina Fidanza    | 800 | 800 |
| 2.   | Lonneke Uneken     | 720 | 720 |
| 3.   | Lily Williams      | 640 | 640 |
| 4.   | Yumi Kajihara      | 600 | 600 |
| 5.   | Anita Stenberg     | 560 | 560 |
| 6.   | Aline Seitz        | 520 | 520 |
| 7.   | Lea Lin Teutenberg | 480 | 480 |
| 8.   | Tania Calvo        | 440 | 440 |
| 9.   | Ella Barnwell      | 400 | 400 |
| 10.  | Sophie Edwards     | 360 | 360 |

### Omnium

#### Résultats
| Lieu    | Vainqueur        | Deuxième           | Troisième       |
| ------- | ---------------- | ------------------ | --------------- |
| Glasgow | Yumi Kajihara    | Maike van der Duin | Lotte Kopecky   |
| Milton  | Elisa Balsamo    | Jennifer Valente   | Alexandra Manly |
| Cali    | Jennifer Valente | Victoria Velasco   | Jiali Liu       |

#### Classement
| Pos. | Cycliste           | GLA | MIL | CAL | Pts  |
| 1.   | Jennifer Valente   | –   | 720 | 800 | 1520 |
| 2.   | Yūmi Kajihara      | 800 | 600 | –   | 1400 |
| 3.   | Victoria Velasco   | –   | 360 | 720 | 1080 |
| 4.   | Anita Stenberg     | 520 | 520 | –   | 1040 |
| 5.   | Argiro Milaki      | 160 | 256 | 520 | 936  |
| 6.   | Jiali Liu          | –   | 208 | 640 | 848  |
| 7.   | Tania Calvo        | 1   | 280 | 560 | 841  |
| 8.   | Elisa Balsamo      | –   | 800 | –   | 800  |
| 9.   | Maike van der Duin | 720 | –   | –   | 720  |
| 10.  | Aline Seitz        | 208 | 480 | –   | 688  |

### Course à l'élimination

#### Résultats
| Lieu    | Vainqueur        | Deuxième            | Troisième      |
| ------- | ---------------- | ------------------- | -------------- |
| Glasgow | Yumi Kajihara    | Valentine Fortin    | Ally Wollaston |
| Milton  | Jennifer Valente | Silvia Zanardi      | Sophie Lewis   |
| Cali    | Jennifer Valente | Letizia Paternoster | Yareli Acevedo |

#### Classement
| Pos. | Cycliste            | GLA | MIL | CAL | Pts  |
| 1.   | Jennifer Valente    | –   | 800 | 800 | 1600 |
| 2.   | Michelle Andres     | 480 | 560 |     | 1048 |
| 3.   | Tania Calvo         | 440 | –   | 480 | 920  |
| 4.   | Yareli Acevedo      | –   | 192 | 640 | 832  |
| 5.   | Yūmi Kajihara       | 800 | –   | –   | 800  |
| 6.   | Letizia Paternoster | –   | –   | 720 | 720  |
| 7.   | Silvia Zanardi      | –   | 720 | –   | 720  |
| 8.   | Valentine Fortin    | 720 | –   | –   | 720  |
| 9.   | Mariana Herrera     | 144 | –   | 560 | 704  |
| 10.  | Argiro Milaki       | 160 | –   | 520 | 680  |